# 돌비 3D

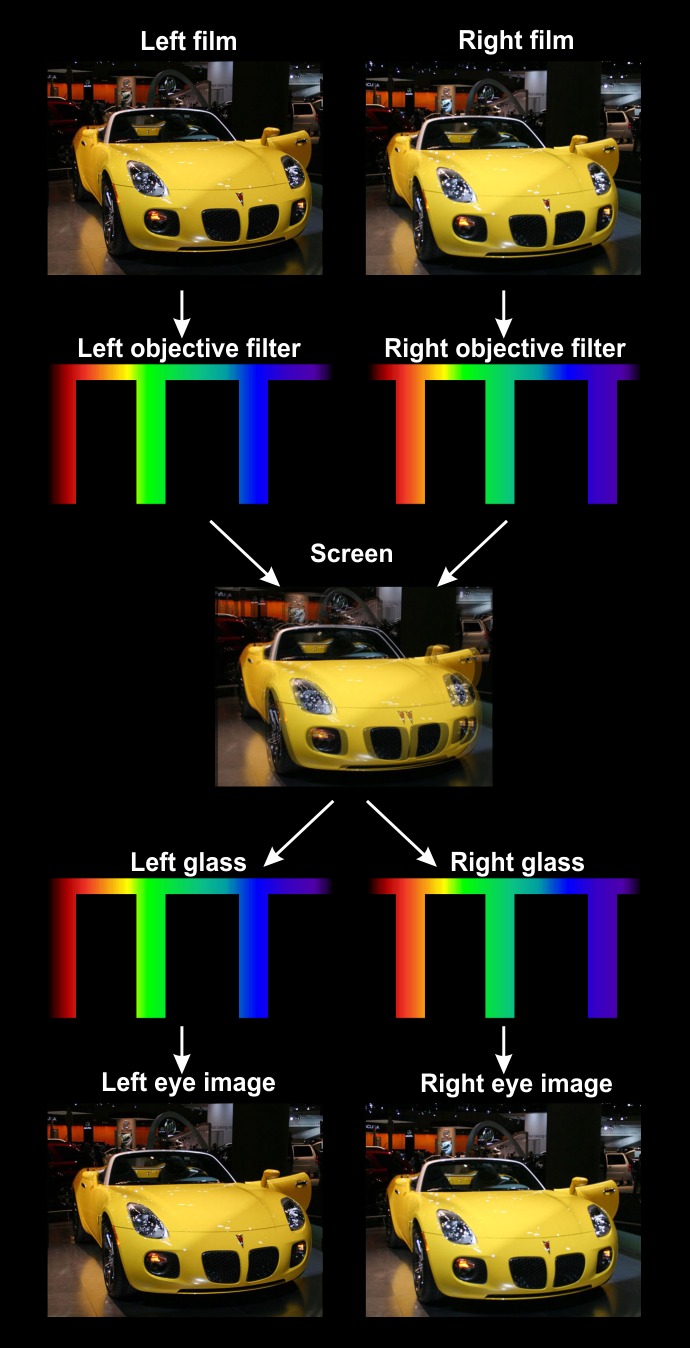
돌비 3D 작동 방식의 시각적 표현

돌비 3D(Dolby 3D, 이전 명칭: 돌비 3D 디지털 시네마, Dolby 3D Digital Cinema)는 돌비 래버러토리스가 디지털 시네마에서 3차원 영화를 상영하기 위해 만든 시스템의 마케팅 이름이다.

## 기술
돌비 3D는 2D 및 3D 영화를 모두 상영할 수 있는 돌비 디지털 시네마 프로젝터를 사용한다. 3D 상영의 경우, 프로젝터에 추가 필터가 사용되며, 왼쪽 눈과 오른쪽 눈에 각각 하나씩의 필터가 사용된다. 각 필터는 빨간색, 녹색, 파란색 빛의 서로 다른 주파수를 통과시킨다. 이 필터들은 공통 색 영역을 생성할 수 있지만, 다른 파장에서 빛을 투과한다. 렌즈에 상보적인 이색 필터가 있는 안경을 착용하면, 세 가지 빛 파장 중 하나 또는 다른 하나를 걸러낸다. 이러한 방식으로 하나의 프로젝터가 시청자에게는 보이지 않는 교번 주기로 왼쪽과 오른쪽 입체 이미지를 표시할 수 있다.
다른 방식으로는 두 프로젝터 각각에 하나의 필터를 배치하여 둘 다 동일한 화면을 향하게 하고, 하나는 오른쪽 눈 이미지를 표시하고 다른 하나는 왼쪽 눈 이미지를 동시에 표시한다. 이러한 입체 투사 방식은 파장 다중 시각화라고 불리며, 인피텍에 의해 개발되었다. 돌비 3D 안경의 이색 필터는 때때로 유리 렌즈로 만들어지며 RealD 시네마와 같은 원형 편광 시스템이나 디지털 IMAX와 같은 선형 편광 시스템에 사용되는 안경 기술보다 비싸고 일회용으로 간주되지 않는다. 그러나 RealD와 비교할 때 돌비 3D의 중요한 이점은 돌비 3D가 기존 영사막에서도 작동한다는 것이다.

## 갤러리

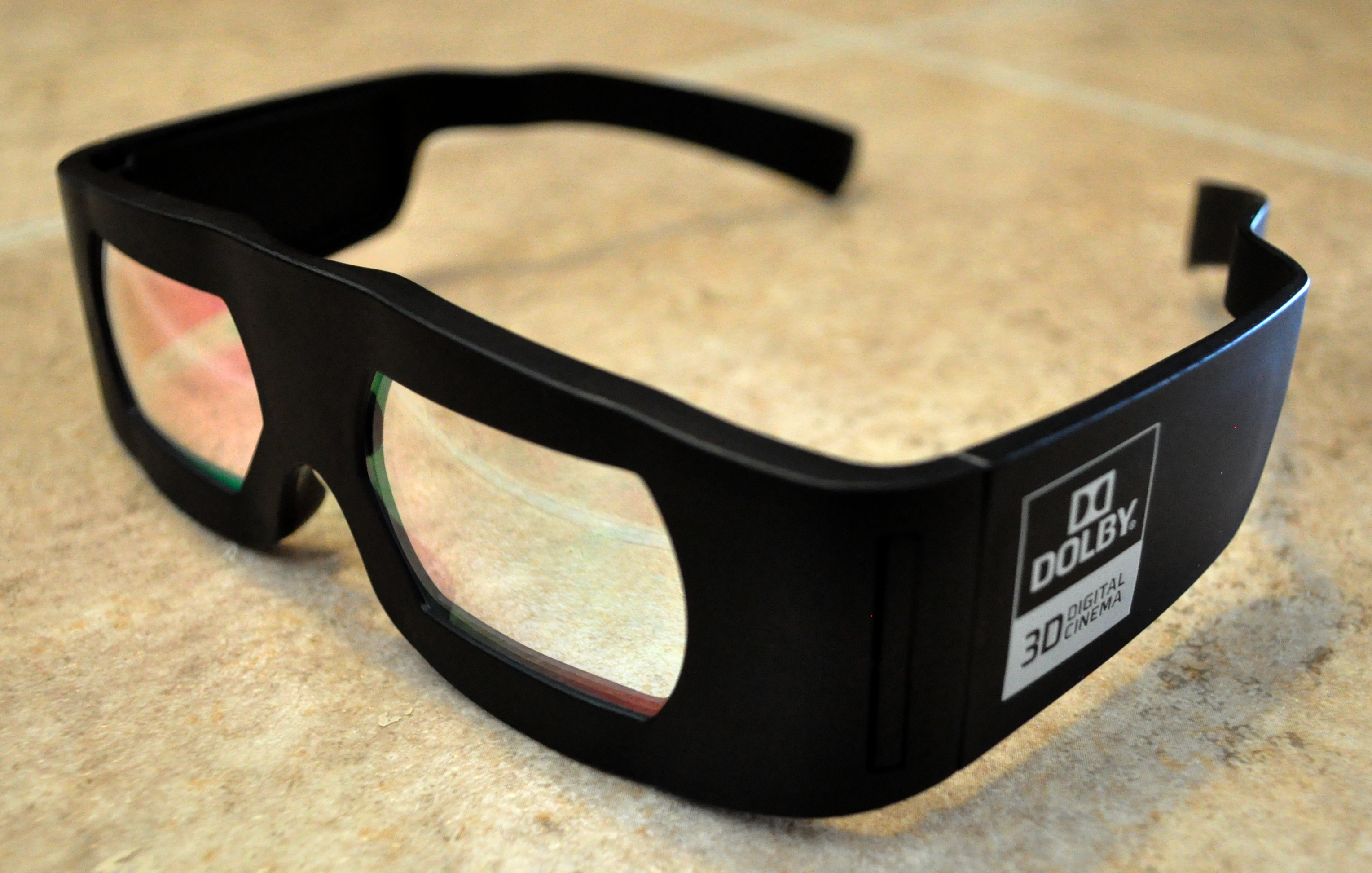
돌비 3D 안경
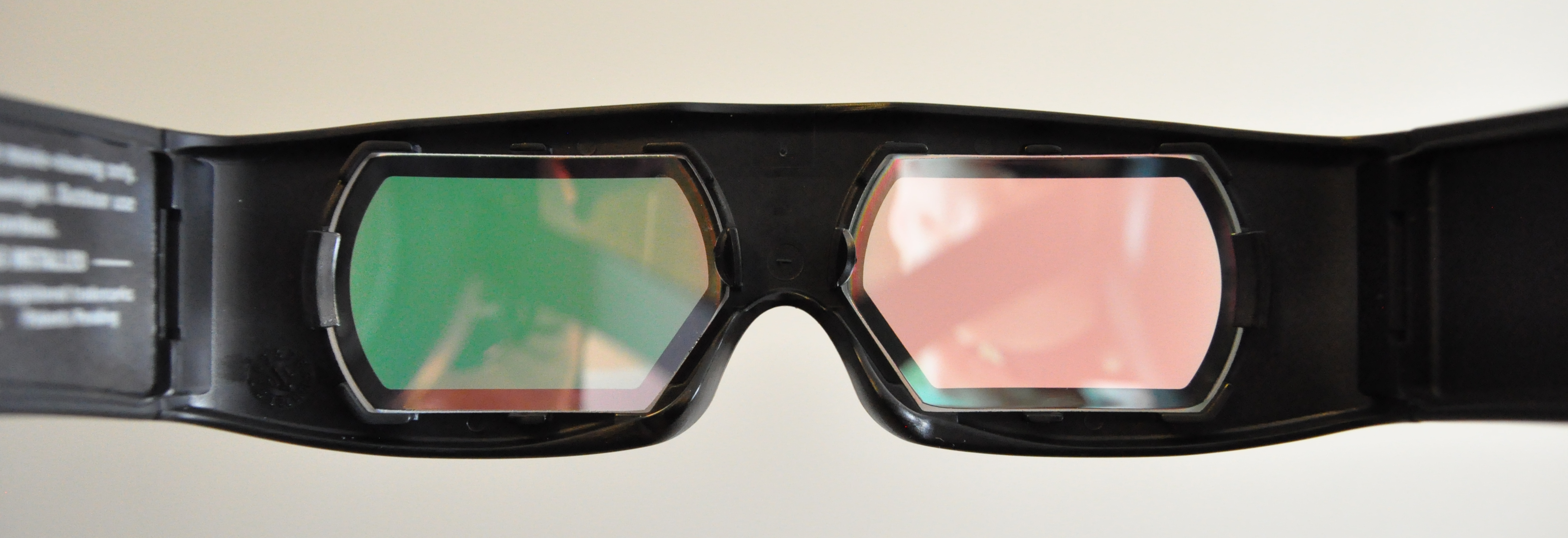
이색 렌즈
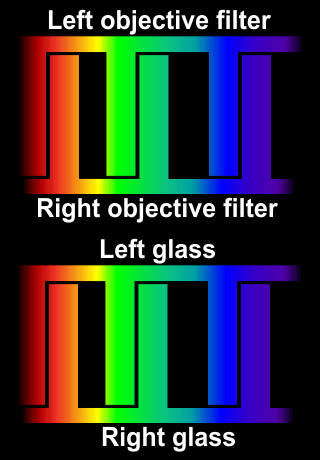
돌비 3D 시스템의 색 필터 디자인